# Jugend für Toleranz und Demokratie
Jugend für Toleranz und Demokratie ist ein 2001 von der deutschen Bundesregierung geschaffenes Aktionsprogramm gegen Rechtsextremismus, Fremdenfeindlichkeit und Antisemitismus. Das Programm gliedert sich in die drei Teilprogramme Xenos, Entimon und CIVITAS und steht unter dem Dach des Bündnis für Demokratie und Toleranz - gegen Extremismus und Gewalt. Das Programm lief 2006 wie geplant aus. Die Nachfolge trat das Programm Vielfalt tut gut – Jugend für Vielfalt, Toleranz und Demokratie an.

## Teilprogramme und Ziele

Xenos – Leben und Arbeiten

- XENOS – Leben und Arbeiten in Vielfalt: Programm zur Förderung gegenseitigen Verständnisses, des gemeinsamen Lernens und Arbeitens von deutschen und ausländischen Jugendlichen und Erwachsenen. Es sollen zivilgesellschaftliche Strukturen gestärkt und das friedliche Zusammenleben gefördert werden.

Entimon

- Entimon – Gemeinsam gegen Gewalt und Rechtsextremismus: Programm zur Förderung von Maßnahmen zur Stärkung von Demokratie und Toleranz und zur Prävention und Bekämpfung von Rechtsextremismus und Gewalt.

CIVITAS

- CIVITAS – initiativ gegen Rechtsextremismus in den neuen Bundesländern: Programm zur Förderung zivilgesellschaftliche Projekte und Initiativen ausschließlich in den östlichen Bundesländern und Berlin, deren Selbstverständnis auf den Werten von Pluralität, Humanität, Gerechtigkeit und Gleichberechtigung basiert.[1]

## Finanzierung
Im Haushalt 2001 des Bundesministeriums für Familie, Senioren, Frauen und Jugend wurden 40 Millionen Mark zusätzlich für das Aktionsprogramm vorgesehen. Weitere 25 Millionen Mark flossen aus dem Europäischen Sozialfonds in das Programm XENOS, das Fremdenfeindlichkeit in Betrieben, Verbänden und Schulen bekämpfen soll.
Bis 2006 wurden 4.500 Projekte, Initiativen und Maßnahmen mit Fördermittel des Bundes in Höhe von ca. 192 Millionen Euro gefördert. Die Fördermittel verteilen sich dabei auf ca. 65 Millionen Euro an Entimon, ca. 52 Millionen Euro an CIVITAS sowie ca. 75 Millionen Euro an Xenos, wobei letztere noch durch zusätzliche Kofinanzierungsmittel des europäischen Sozialfonds in Höhe von 85 Millionen Euro ergänzt wurden.